# Генрикова книга

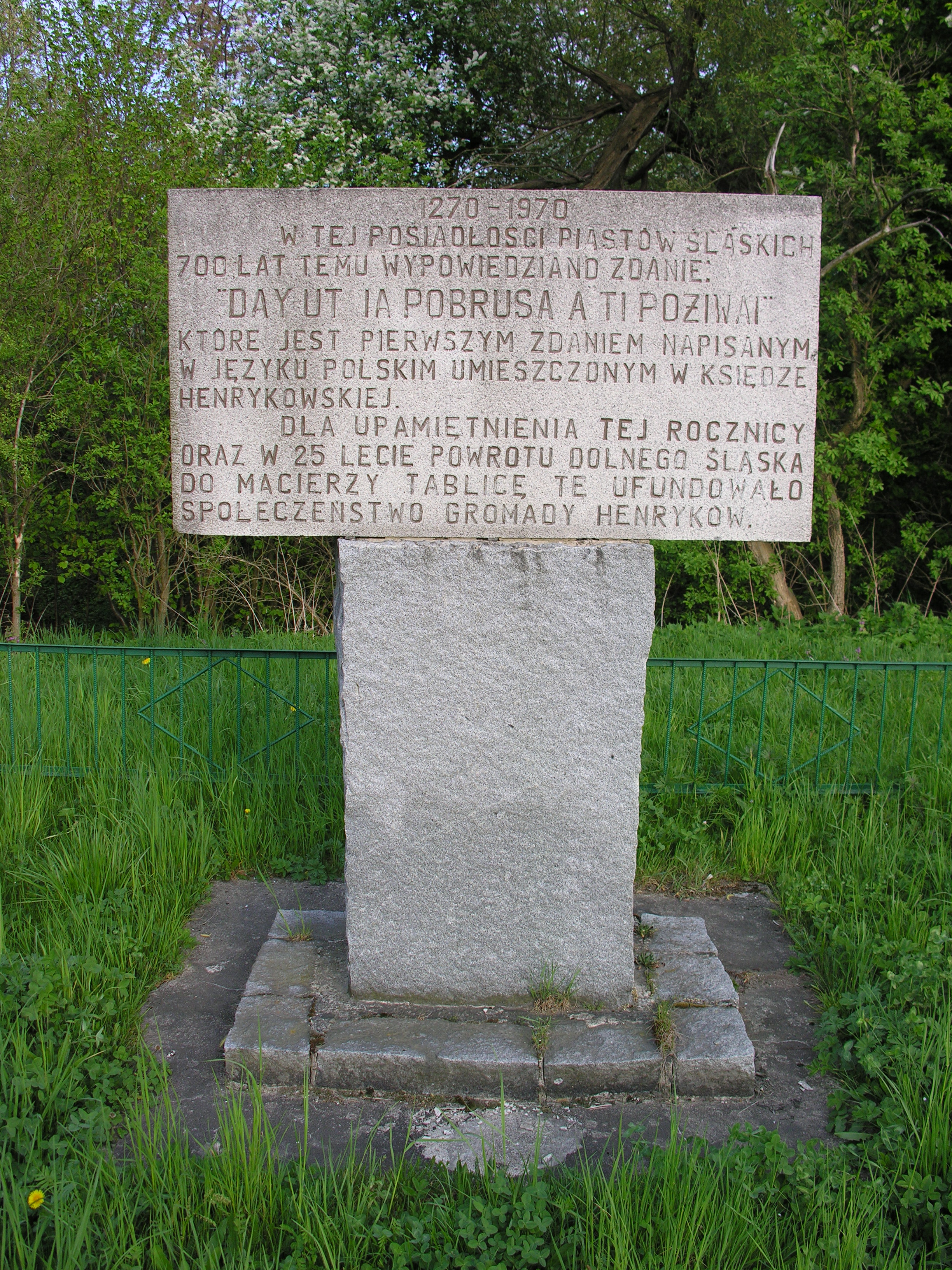
Памятник Генриковой книге в Брукалицах

Liber fundationis claustri sanctae Mariae Virginis in Heinrichow (пол. Księga założenia klasztoru świętej Marii Dziewicy w Henrykowie или Генрикова книга (Księga Henrykowska) — стостраничная, написанная по-латыни хроника аббатства цистерцианцев в Генрикове (нижнесилезское воеводство). Её автор — Пётр, аббат монастыря. Первоначально книга служила для описи монастырского имущества (с целью подтверждения монастырских прав на него) в связи с нестабильной ситуацией (в том числе правовой), сложившейся после монгольского нашествия 1241 года.
Первая часть писалась в 1269—1273 гг., она описывает историю монастыря от его основания в 1227 году Генрихом Бородатым до 1259 года, часть вторая доходит до 1310 года. Книга представляет собой ценный исторический, юридический и языковой памятник, в ней записано около 120 топонимов, содержится информация о жителях монастыря (от крестьян до вроцлавских епископов), а также их имена.
На данный момент книга находится в Архиве архиепархии (Archiwum Archidiecezjalne) во Вроцлаве (шифр V.7), а её копия есть и в самом аббатстве в Генрикове.

## Предложение по-польски
В записях от 1270 года на листе 24 находится предложение, которое считают самым первым записанным предложением на польском языке:
Предложение записано следующим образом: «Day, ut ia pobrusa, a ti poziwai», в современной польской орфографии его можно записать так: «Daj, ać ja pobruszę, a ty poczywaj», что в переводе с древнепольского означает «Дай, я помелю, а ты отдохни».
Это предложение было произнесено осевшим в Нижней Силезии чешским рыцарем Богухвалом, обращавшимся к своей жене, моловшей зерно на ручных жерновах. Фраза находится в описании принадлежащей монастырю деревни Брукалице (Brukalice). Соседи, услышав эти слова, прозвали рыцаря Брукалом (от звукоподражательного глагола brukać — производить шум, молоть), а его прозвище со временем дало имя всей деревне.
Хотя предложение названо летописцем польским, оно содержит также и силезские черты: у глагола pobrusa силезское окончание -a (в современном польском -ę).